# Artelida holoxantha
Artelida holoxantha är en skalbaggsart som beskrevs av Leon Fairmaire 1902. Artelida holoxantha ingår i släktet Artelida och familjen långhorningar.
Artens utbredningsområde är Madagaskar. Inga underarter finns listade.